# CANT Z.501
CANT Z.501 Gabbiano (Racek) byl italský jednomotorový hydroplán z období II. světové války, řešený jako vzpěrový hornoplošník s celodřevěným člunovým trupem a dřevěnou konstrukcí ploch, jejichž potah byl převážně plátěný.

## Vývoj

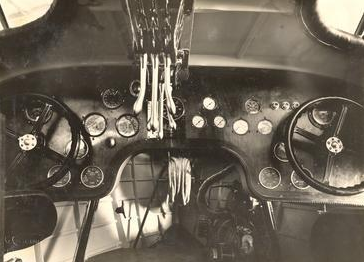
Kokpit letounu CANT Z.501 Gabbiano

Vývoj letounu probíhal v roce 1933, 4. února 1934 byl první CANT Z.501 (MM247) zalétán. Osádka byla pětičlenná a tvořili ji velitel/pozorovatel, dva piloti, radista a mechanik. Na přídi trupu a na hřbetě za křídlem bylo po jednom otevřeném střelišti typu Vickers s jedním pohyblivým kulometem Lewis ráže 7,7 mm. V motorové gondole nad křídlem bylo umístěno střeliště mechanika s dalším pohyblivým kulometem Lewis na lafetě S-78. Prototyp byl poháněn řadovým dvanáctiválcem Isotta Fraschini Asso 750R o výkonu 551 kW s tažnou třílistou vrtulí.
Sériová výroba, objednaná italským námořním letectvem, probíhala u mateřské společnosti CANT v Monfalcone, od roku 1940 také v licenci u firmy Aeronautica Sicula v Palermu na Sicílii. Sériové stroje Gabbiano byly alternativně vybavovány výkonnějšími pohonnými jednotkami Asso XI RC-15 o 662 kW. Tyto letouny pak měly hlavňovou výzbroj tvořenou italskými kulomety Breda-SAFAT ráže 7,7 mm. Na trupu byly v hydraulicky ovládaných střelištích Breda A2, na motorové gondole bylo střeliště ovládané mechanicky typu A3.
Výroba hydroplánů CANT Z.501 Gabbiano byla ukončena v březnu roku 1943.

## Nasazení

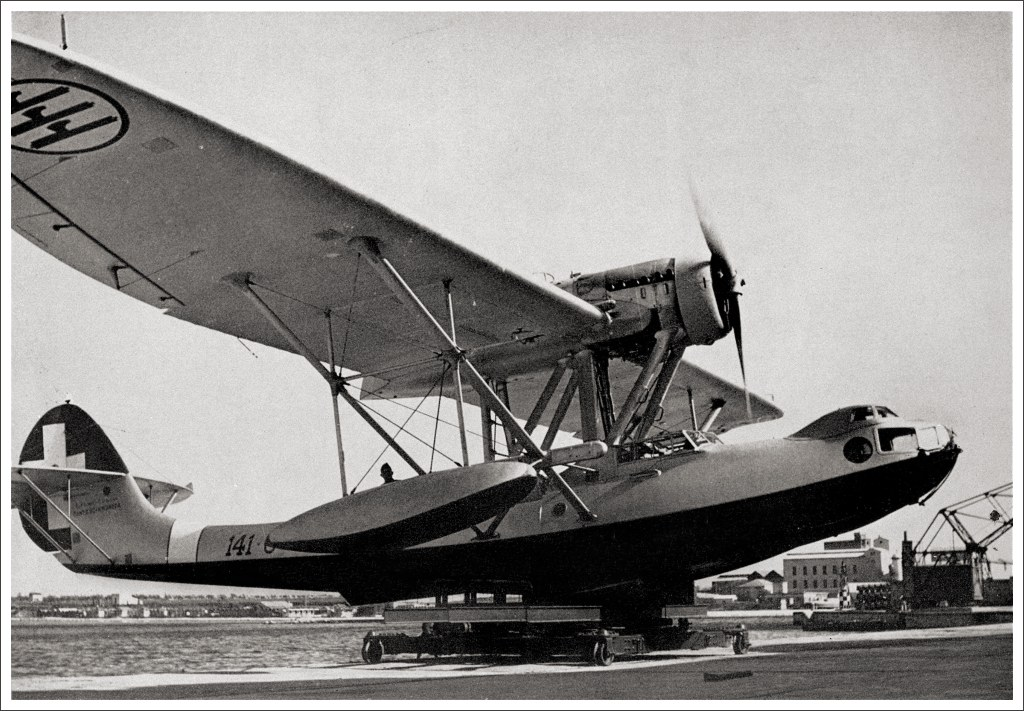
Cant Z.501

Prototyp Z.501 byl krátce po ukončení oficiálních zkoušek opatřen civilní imatrikulací I-AGIL a do jeho trupu byly instalovány další palivové nádrže. 18. října 1934 vzlétl s osádkou Stoppani, Corradino Corrado a Amedeo Suriano k pokusu o získání dálkového rekordu vodních letadel. Vzdálenost 4 130,885 km z Monfalcone do Massawy v Eritreji uletěl prototyp za rekordní čas 26 hod. 35 min. Při zpátečním letu osádka předváděla stroj v Turecku, SSSR, Rumunsku, Bulharsku a Řecku. Výsledkem byl nákup několika strojů rumunským námořním letectvem. Dodávka byla realizována v období 1937/38.
Další rekord ustavila osádka Stoppani, Suriano a Babbi s prvním vyrobeným Gabbianem 16. července 1935 po letu dlouhém 4 929,697 km z Monfalcone s přistáním v Berbeře v tehdejším Britském Somálsku.
K 10. červnu 1940, kdy italské letectvo zahájilo bojové operace proti Francii, bylo v jeho stavu 202 kusů Z.501. Byly dislokovány na všech pobřežních základnách námořního letectva ve Středozemním moři včetně severní Afriky. Od prvního dne se aktivně zapojovaly do průzkumné činnosti a bombardovacích a protilodních akcí. Do konce roku 1940 ztratila Regia Aeronautica 62 stroje, z toho 30 působením nepřítele, 19 pro neznámé důvody a 13 pro selhání pohonné jednotky. Z tohoto důvodu bylo následně ztraceno dalších 35 letounů Gabbiano.
Po italské kapitulaci zůstalo ve spojeneckém italském letectvu kolem 30 kusů. V květnu 1944 jich bylo ještě 24 a další zůstaly ve fašistické severní části Itálie.
Poslední exempláře byly ze služeb italského letectva vyřazeny v roce 1950.

## Specifikace

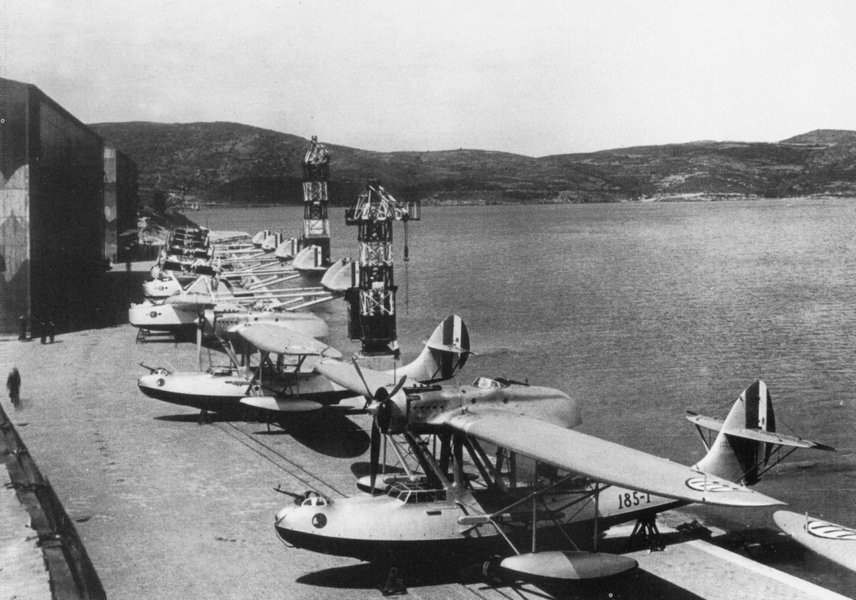
CANT Z.501

### Technické údaje
- Osádka: 5
- Rozpětí: 22,50 m
- Délka: 14,95 m
- Výška: 4,43 m
- Hmotnost prázdného stroje: 3850 kg
- Vzletová hmotnost: 5950 kg
- Pohonná jednotka:

### Výkony
- Maximální rychlost ve výšce 2500 m: 275 km/h
- Cestovní rychlost: 190 km/h
- Výstup na 4000 m: 18 min
- Dostup: 7000 m
- Dolet: 2600 km

### Výzbroj
- 3 × 7,7mm kulomet[2]
- max. 640 kg pum[2]